# Pseudoderopeltis ruandensis
Pseudoderopeltis ruandensis es una especie de cucaracha del género Pseudoderopeltis, familia Blattidae.

## Distribución
Esta especie se encuentra en Ruanda.